# NGC 6023
NGC 6023 (również PGC 56492 lub UGC 10106) – galaktyka eliptyczna (E), znajdująca się w gwiazdozbiorze Węża. Odkrył ją Édouard Jean-Marie Stephan 19 maja 1881 roku. Jest to galaktyka z aktywnym jądrem typu LINER.